# Lhéry
Lhéry ist eine französische Gemeinde mit 89 Einwohnern (Stand: 1. Januar 2022) im Département Marne in der Region Grand Est (vor 2016 Champagne-Ardenne). Sie gehört zum Arrondissement Reims und zum Kanton Dormans-Paysages de Champagne.

## Geographie
Lhéry liegt etwa 25 Kilometer westsüdwestlich von Reims.
Nachbargemeinden von Lhéry sind Serzy-et-Prin im Norden, Faverolles-et-Coëmy im Nordosten, Tramery im Osten und Nordosten, Poilly im Osten, Ville-en-Tardenois im Osten und Südosten, Romigny im Süden, Aougny im Südwesten sowie Lagery im Westen.
Durch die Gemeinde führt die Autoroute A4.

## Bevölkerungsentwicklung
| Jahr                       | 1962 | 1968 | 1975 | 1982 | 1990 | 1999 | 2006 | 2018 |
| Einwohner                  | 103  | 83   | 60   | 60   | 78   | 75   | 79   | 82   |
| Quellen: Cassini und INSEE |      |      |      |      |      |      |      |      |

## Sehenswürdigkeiten
- Kirche Saint-Nicolas aus dem 13. Jahrhundert, Monument historique